# A TVXQ díjainak és elismeréseinek listája
A TVXQ együttes pályafutása során 2013-ig több mint 70 díjat kapott és számos egyéb elismerésben részesült. A presztízses koreai díjátadók tekintetében kilenc díjat vihettek haza a Seoul Music Awardsról, hetet pedig a Golden Disk Awardsról és összesen tizennyolcat az Mnet díjátadó gáláiról. Négyszer nyerték el a rangos Japan Gold Disc Awardot és háromszor a Japan Record Awardot. Dalaik tizenkilencszer nyertek az egyik legnézettebb televíziós zenei műsorban, az Inkigayo-ban.

## Dél-Korea

### Golden Disk Awards
| #   | Év   | Jelölt             | Díj                   | Eredmény |
| --- | ---- | ------------------ | --------------------- | -------- |
| 19. | 2004 | TVXQ               | Újonc-díj             | Elnyerte |
| 21. | 2006 | "O"-Csong.Pan.Hap. | Teszang               | Elnyerte |
| 21. | 2006 | "O"-Csong.Pan.Hap. | Ponszang              | Elnyerte |
| 22. | 2007 | -                  | Ponszang              | Elnyerte |
| 23. | 2008 | Mirotic            | Teszang               | Elnyerte |
| 23. | 2008 | Mirotic            | Ponszang              | Elnyerte |
| 23. | 2008 | TVXQ               | Yepp népszerűségi díj | Elnyerte |
| 27. | 2013 | Catch Me           | Teszang               | Függőben |
| 27. | 2013 | Catch Me           | Ponszang              | Függőben |
| 27. | 2013 | TVXQ               | Népszerűsíégi díj     | Függőben |

### KBS Music Award
| Év   | Jelölt | Díj                       | Eredmény |
| ---- | ------ | ------------------------- | -------- |
| 2004 | TVXQ   | Legjobb új előadó         | Elnyerte |
| 2005 | TVXQ   | Az év legjobb új előadója | Elnyerte |

### MBC Music Festival
| Év   | Jelölt | Díj               | Eredmény |
| ---- | ------ | ----------------- | -------- |
| 2004 | TVXQ   | Legjobb új előadó | Elnyerte |

### Melon Music Awards
| #  | Év   | Jelölt  | Díj                               | Eredmény |
| -- | ---- | ------- | --------------------------------- | -------- |
| 1. | 2009 | TVXQ    | STAR                              | Elnyerte |
| 1. | 2009 | Mirotic | MANIA                             | Elnyerte |
| 4. | 2012 | N/A     | Global Artist - Global Star Award | Jelölve  |

### Mnet Asian Music Awards(MAMA)
| Év   | Jelölt   | Díj                            | Eredmény |
| ---- | -------- | ------------------------------ | -------- |
| 2009 | TVXQ     | Legjobb ázsiai előadó          | Elnyerte |
| 2012 | Catch Me | Legjobb fiúegyüttes            | Jelölve  |
| 2012 | Catch Me | Legjobb nemzetközi fiúegyüttes | Jelölve  |
| 2012 | Catch Me | Az év előadója                 | Jelölve  |

### M.net KM Music Festival
A MAMA elődje.
| Év   | Jelölt             | Díj                                         | Eredmény |
| ---- | ------------------ | ------------------------------------------- | -------- |
| 2004 | TVXQ               | Legjobb új fiúegyüttes                      | Elnyerte |
| 2005 | Rising Sun         | Legjobb videóklip                           | Elnyerte |
| 2005 | Rising Sun         | Közönségdíj                                 | Elnyerte |
| 2005 | Rising Sun         | Az év előadója                              | Elnyerte |
| 2005 | Rising Sun         | M.net Plus Mobile Popularity Award          | Elnyerte |
| 2006 | "O"-Csong.Pan.Hap. | Legjobb fiúegyüttes                         | Elnyerte |
| 2006 | "O"-Csong.Pan.Hap. | M.net Choice                                | Elnyerte |
| 2006 | "O"-Csong.Pan.Hap. | M.Net Plus Mobile Popularity Award          | Elnyerte |
| 2006 | "O"-Csong.Pan.Hap. | Az év előadója                              | Elnyerte |
| 2008 | Mirotic            | Az év albuma                                | Elnyerte |
| 2008 | Mirotic            | Legjobb stílus                              | Elnyerte |
| 2008 | Mirotic            | Mnet Plus Mobile Popularity Award (Mirotic) | Elnyerte |
| 2008 | Mirotic            | Netizen-díj (Mirotic)                       | Elnyerte |
| 2008 | Mirotic            | Külföldi nézők díja                         | Elnyerte |

### SBS Gayo Awards
| Év   | Jelölt             | Díj      | Eredmény |
| ---- | ------------------ | -------- | -------- |
| 2004 | TVXQ               | Ponszang | Elnyerte |
| 2006 | "O"-Csong.Pan.Hap. | Teszang  | Elnyerte |
| 2006 | "O"-Csong.Pan.Hap. | Ponszang | Elnyerte |
| 2008 | Mirotic            | Ponszang | Elnyerte |

### Seoul Music Awards
| #   | Év   | Jelölt             | Díj                  | Eredmény |
| --- | ---- | ------------------ | -------------------- | -------- |
| 15. | 2004 | TVXQ               | Népszerűségi díj     | Elnyerte |
| 15. | 2004 | TVXQ               | Újonc-díj            | Elnyerte |
| 15. | 2004 | Tri-Angle          | Ponszang             | Elnyerte |
| 16. | 2006 | "O"-Csong.Pan.Hap. | Teszang              | Elnyerte |
| 16. | 2006 | "O"-Csong.Pan.Hap. | Ponszang             | Elnyerte |
| 16. | 2006 | "O"-Csong.Pan.Hap. | Népszerűségi díj     | Elnyerte |
| 17. | 2008 | TVXQ               | Népszerűségi díj     | Elnyerte |
| 18. | 2009 | Mirotic            | Ponszang             | Elnyerte |
| 18. | 2009 | TVXQ               | Popular Mobile Award | Elnyerte |

## Nemzetközi

### Best Hits Japan
| Év   | Jelölt | Díj          | Eredmény |
| ---- | ------ | ------------ | -------- |
| 2007 | TVXQ   | Arany előadó | Elnyerte |
| 2008 | TVXQ   | Arany előadó | Elnyerte |
| 2009 | TVXQ   | Arany előadó | Elnyerte |

### Japan Gold Disc Award
| #   | Év   | Jelölt                           | Díj                            | Eredmény |
| --- | ---- | -------------------------------- | ------------------------------ | -------- |
| 24. | 2010 | All About TOHOSHINKI season 3    | Legjobb nemzetközi videóklipek | Elnyerte |
| 25. | 2011 | Best Selection 2010              | A legjobb öt album             | Elnyerte |
| 25. | 2011 | TOHOSHINKI Video Clip Collection | A legjobb videóklipek          | Elnyerte |
| 26. | 2012 | TONE                             | A legjobb három ázsiai album   | Elnyerte |

### Japan Record Award
| #   | Év   | Jelölt              | Díj                   | Eredmény |
| --- | ---- | ------------------- | --------------------- | -------- |
| 50. | 2008 | TVXQ                | Arany                 | Elnyerte |
| 51. | 2009 | TVXQ                | Zenei kiválóság       | Elnyerte |
| 53. | 2011 | Keep Your Head Down | Legjobb dalok listája | Elnyerte |

### MTV Video Music AwardsJapan
| #  | Év   | Jelölt             | Díj                          | Eredmény |
| -- | ---- | ------------------ | ---------------------------- | -------- |
| 6. | 2007 | ASIA (South Korea) | Best buzz                    | Elnyerte |
| 7. | 2008 | Last Angel         | Legjobb közös videó          | Elnyerte |
| 9. | 2010 | Share the World    | Legjobb videóklip (együttes) | Elnyerte |

### Thailand Channel [V] MV Awards
| #  | Év   | Jelölt     | Díj                    | Eredmény |
| -- | ---- | ---------- | ---------------------- | -------- |
| 5. | 2006 | Rising Sun | Népszerű videóklip     | Elnyerte |
| 5. | 2006 | TVXQ       | Népszerű ázsiai előadó | Elnyerte |
| 8. | 2009 | TVXQ       | Népszerű ázsiai előadó | Elnyerte |

### Thailand SEED Awards
| #  | Év   | Jelölt  | Díj                   | Eredmény |
| -- | ---- | ------- | --------------------- | -------- |
| 4. | 2007 | TVXQ    | Legjobb ázsiai előadó | Elnyerte |
| 6. | 2009 | Mirotic | Legjobb ázsiai előadó | Elnyerte |